# Mallerenga capblanca
La mallerenga capblanca (Cyanistes cyanus) és una espècie d'ocell de la família dels pàrids (Paridae) que habita boscos i vegetació de ribera des de Finlàndia i Belarús cap a l'est, a través de Rússia, el sud de Sibèria, el Kazakhstan, oest de la Xina i nord-est de Mongòlia fins al nord de Manxúria i Primórie.

## Hàbitat
Habita en boscos caducifolis o mixtos en climes temperats i subàrtics, matolls i pantans. És resident permanent, la majoria dels ocells no migren. Nia en un forat d'un arbre, on pon al voltant de 10 ous. S'alimenta d'insectes i llavors.

## Descripció
Mesura entre 12–13 cm de longitud. El cap, els costats de la cua, les barres alars i les parts inferiors són blanques. Té una línia fosca a través de l'ull i les parts superiors són de color blau.
Aquest és l'equivalent oriental de la mallerenga blava eurasiàtica. S'hibrida amb aquesta espècie, però els descendents solen mostrar una corona blava, en lloc de blanca com és el cas de la mallerenga capblanca.

### Taxonomia
Fins a principis del segle XXI, la majoria de les autoritats mantenien Cyanistes com a subgènere de Parus, però l'American Ornithological Society tractà Cyanistes com un gènere diferent degut a que l'anàlisi de les seqüències del citocrom b de l'ADNmt dels Paridae va indicar que Cyanistes era una branca primerenca del llinatge d'altres mallerengues i es considerava amb més precisió com un gènere en lloc d'un subgènere de Parus.
No és estrany que s'hibrideixi amb la mallerenga blava eurasiàtica a l'oest de Rússia, els ocells resultants es denominen (Cyanistes × pleskei) i van ser una vegada considerades una espècie diferent.

### Subespècies
Es reconeixen 8 subespècies:
- C. c. berezowskii (Pleske, 1893) - Endèmic de la Xina.
- C. c. carruthersi (Hartert, 1917) - Orient Mitjà, Turquestan, Uzbekistan, Turkmenistan, Kirguizstan, Tadjikistan, Afganistan, Pakistan (excepcional), Índia, Bangladesh.
- C. c. cyanus (Palles, 1770) - excepcional a França, zona del Bàltic (Estonia), Belarús, Rússia asiàtica, Turquestan i Kazakhstan.
- C. c. flavipectus (Severtzov, 1873) - Turquestan, Kazakhstan, Kirguizstan, Tadjikistan, Afganistan, Xina, Pakistan, Índia i Bangladesh.
- C. c. hyperrhiphaeus (Dementiev & Heptner, 1932) - Turquestan i Kazakhstan.
- C. c. koktalensis (Portenko, 1954) - Endèmic de Turquestan i Kazakhstan.
- C. c. tianschanicus (Menzbier, 1884) - Turquestan, Kazakhstan, Kirguizstan, Mongòlia i Xina. Excepcional a Pakistàn.
- C. c. yenisseensis (Buturlin, 1911) - Rússia asiàtica, Turkestan, Kazakhstan, Mongolia i Xina.